# Пуговкин, Геннадий Никитич
Геннадий Никитич Пуговкин (1903, дер. Барминка, Тульская губерния, Российская империя — 27 февраля 1966, Москва, РСФСР) — советский партийный и государственный, военный юрист, первый секретарь Новосибирского обкома ВКП(б) (1939—1942).

## Биография
Член РКП(б) с 1925 г. В 1925 г. окончил Московские губернские юридические курсы судебных работников, в 1931 г. — Коммунистического университета имени Я. М. Свердлова, в 1938 г. — отделение истории Института красной профессуры .
До 1925 г. работал курьером Московского губернского Суда.
С 1925 года — на хозяйственной, общественной и политической работе.
- 1925—1930 гг. — следователь, заместитель, первый заместитель Московского губернского, городского нотариуса,
- 1930 г. — в тресте «Волго-Каспий-Лес»,
- 1930—1931 гг. — заместитель директора Московского технологического института,
- 1931—1933 гг. — заведующий культурно-пропагандистским отделом Озёрского районного комитета ВКП(б) (Московская область),
- 1933—1935 гг. — заведующий отделом кадров Московского областного отдела народного образования,
- 1938—1939 гг. — ответственный организатор отдела руководящих партийных органов ЦК ВКП(б),
- 1939 г. — член Комиссии партийного контроля при ЦК ВКП(б),
- март-декабрь 1939 г. — заведующий отделом кадров партийных органов Управления кадров ЦК ВКП(б), заместитель начальника Управления кадров ЦК ВКП(б),
- 1939—1942 гг. — первый секретарь Новосибирского областного комитета ВКП(б),
- 16 марта 1941 — доизбран депутатом Верховного Совета СССР от Новосибирского городского избирательного округа №183[2] (на место репрессированного в 1938 году Р. И. Эйхе).
- 1941—1943 гг. — заместитель народного комиссара юстиции СССР,
- 1946—1947 гг. — начальник Главного управления военных трибуналов транспорта Министерства юстиции СССР, генерал-майор,
- 1953—1956 гг. — начальник Военно-Юридической Академии.

С 1956 г. — начальник военно-юридического факультета Военно-Политической Академии имени В. И. Ленина, генерал-майор юстиции.
Избирался депутатом Верховного Совета СССР 1-го созыва.

## Награды и звания
Был награжден орденом Ленина.